# Zered Bassett
Zered Basset (6 februari 1984, Cape Cod, Massachusetts) is een Amerikaans professioneel skateboarder. Hij staat Regular, wat betekent dat hij normaal skate met zijn linkervoet voor.
Hij staat bekend om zijn deel uit de video Skate More van DVS.